# Fujiwara no Reishi
Fujiwara no Reishi (1185–1243) est une impératrice consort du Japon. Elle est l'épouse de l'empereur Tsuchimikado.